# Конобаев, Василий Сергеевич
Василий Сергеевич Конобаев (1921-1943) — младший лейтенант Рабоче-крестьянской Красной Армии, участник Великой Отечественной войны, заместитель командира эскадрильи 291-го истребительного авиационного полка 265-й истребительной авиационной дивизии 8-й воздушной армии Южного фронта, Герой Советского Союза (1944).

## Биография
Василий Конобаев родился 15 августа 1921 года в Екатеринославе. После окончания семи классов школы работал слесарем-инструментальщиком. В 1939 году Конобаев окончил аэроклуб. В 1940 году он был призван на службу в Рабоче-крестьянскую Красную Армию. В 1942 году Конобаев окончил Качинскую военную авиационную школу лётчиков. С марта того же года — на фронтах Великой Отечественной войны. Принимал участие в боях на Северо-Кавказском и Южном фронтах.
К 1943 году младший лейтенант Василий Конобаев был заместителем командира эскадрильи 291-го истребительного авиаполка 265-й истребительной авиадивизии 8-й воздушной армии Южного фронта. В период с 20 апреля по 18 сентября 1943 года он выполнил более 60 боевых вылетов, принял участие в 37 воздушных боях, сбив 18 вражеских самолётов лично и ещё 2 — в составе группы.
18 сентября 1943 года Конобаев погиб в бою в районе села Малая Токмачка Ореховского района Запорожской области Украинской ССР, был сбит огнём зенитной артиллерии противника.
Указом Президиума Верховного Совета СССР от 13 апреля 1944 года за «образцовое выполнение боевых заданий командования на фронте борьбы с немецкими захватчиками и проявленные при этом мужество и героизм» младший лейтенант Василий Конобаев посмертно был удостоен высокого звания Героя Советского Союза.

## Награды
- Орден Ленина[1].
- Орден Красного Знамени[1].
- Отечественной войны 1-й степени[1].
- Красной Звезды[1].